# (400096) 2006 TX13
(400096) 2006 TX13 es un asteroide perteneciente al cinturón de asteroides, descubierto el 10 de octubre de 2006 por el equipo del Near Earth Asteroid Tracking desde el Observatorio del Monte Palomar, Estados Unidos.

## Designación y nombre
Designado provisionalmente como 2006 TX13.

## Características orbitales
2006 TX13 está situado a una distancia media del Sol de 2,580 ua, pudiendo alejarse hasta 3,023 ua y acercarse hasta 2,138 ua. Su excentricidad es 0,171 y la inclinación orbital 13,71 grados. Emplea 1514,53 días en completar una órbita alrededor del Sol.

## Características físicas
La magnitud absoluta de 2006 TX13 es 16,7.